# Acido bromoso

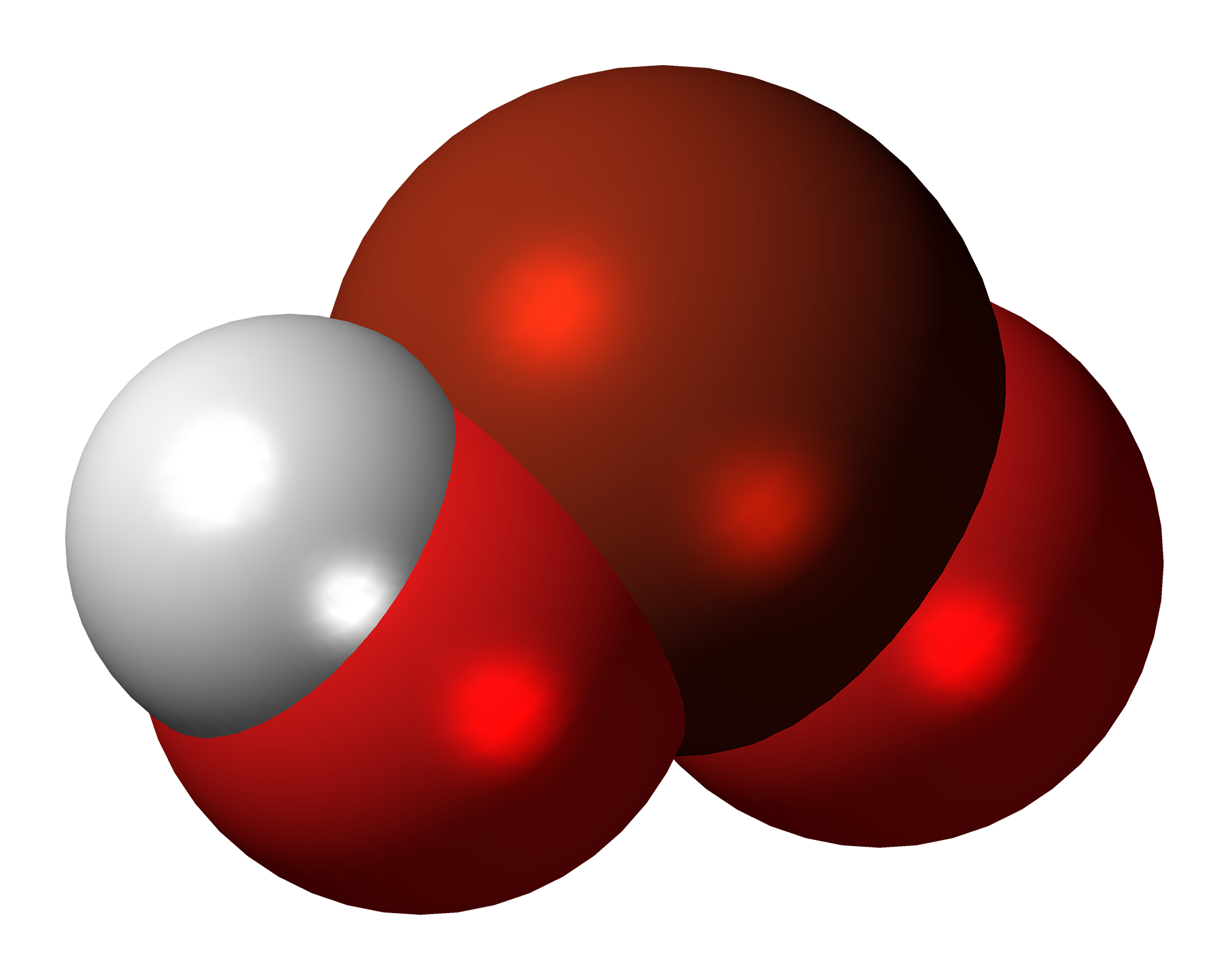
La molecola dell'acido bromoso secondo le sfere di Van de Waals

L'acido bromoso è un composto inorganico con formula bruta HBrO2. Come composto è instabile, sebbene la sua base coniugata, lo ione bromito, sia stato isolato nei suoi sali. In presenza di ioni bromuro in soluzioni basiche il bromito si decompone in ipobromito (BrO–).

## Scoperta
Nel 1905, Richards A. H. ha provato l'esistenza dell'acido bromoso tramite una serie di esperimenti usando nitrato d'argento (AgNO3) e bromo.
Richards scoprì che l'aggiunta di bromo liquido in eccesso in un concentrato di nitrato d'argento (AgNO3) portava ad un diverso meccanismo di reazione. Dal numero di equivalenti dell'acido bromico è stato calcolato il rapporto tra ossigeno e bromo O:Br (0.149975:0.3745),per il quale il composto aveva due atomi d'ossigeno per ogni atomo di bromo. Di conseguenza la struttura chimica del composto doveva essere HBrO2.

## Isomerie
La molecola HBrO2 ha una struttura piegata con angoli di 106,1°. Anche l'isomero HOBrO adotta una struttura non planare con angoli di 74,2°. Altri due isomeri, invece, (2b-cis e 2c-trans) hanno una struttura planare.
Altri studi hanno identificato 3 isomeri: HOOBr, HOBrO, and HBr(O)O.

## Reattività
Rispetto ad altri ossidanti anionici, lo ione bromito risulta essere un nucleofilo abbastanza debole.